# Himiko
Himiko (Regno Yamatai, 170 – Giappone, 248) è stata una regina del regno Yamatai, un antico Stato situato nell'attuale prefettura di Nara.
Tracce sull'esistenza di questa regina si trovano nel Wei Chih (Storia dei Wei), una cronaca cinese in cui, facendo riferimento al più forte dei cento regni della Terra di Wa (l'attuale Giappone), si parla di una regina sciamana nubile. La sua figura è attorniata dal mistero e nel Wei Chih si afferma che si occupava di magia e stregoneria e che dopo anni di guerre era riuscita ad ottenere il potere. Era sorvegliata da cento guardiani e servita da mille ancelle e da un solo uomo, grazie al quale comunicava con il mondo esterno.
Himiko nel 238 mandò un tributo all'imperatore cinese e così ottenne il riconoscimento ufficiale dell'Impero cinese.

## Fonti storiche
Il regno Yamatai (Yamataikoku) era uno dei regni in cui era suddiviso il Giappone tra il 550 a.C. ed il 750, durante il tardo periodo Jōmon e il periodo Yayoi. Si trattava di regni tribali (uji) tributari direttamente o indirettamente dell'Impero cinese. Il regno Yamatai, situato nella parte settentrionale dell'attuale isola di Kyūshū, si era ingrandito soggiogando i regni vicini e alleandosi con i regni più potenti. Oltre che con la Cina, il regno era aveva contatti diplomatici con la Corea.
La cronaca cinese del II o III secolo Nella terra dei Wa (redatta, secondo alcuni studiosi, nel 297) dipinge la situazione del Giappone in quel periodo e lo mostra come suddiviso in un centinaio di Stati in perenne lotta per la supremazia. Una successiva cronaca cinese (del 445 circa), il Wei Zhi (Cronaca dei Wei), ci informa che molti di questi staterelli feudali giapponesi erano tributari della Cina, e tra essi spiccava il regno Yamatai, il quale era riuscito a soggiogare una trentina di regni limitrofi, assurgendo al ruolo di potenza locale. A capo di questo regno vi era la regina-sacerdotessa Himiko (in italiano figlia del Sole); la società aveva connotati di stampo matriarcale. Nel periodo dei Tre Regni, dal 220 al 280, lo Stato era tributario e alleato dell'Impero cinese. Nel 238 la regina ricevette un'ambasciata cinese e alla sua morte venne innalzato un tumulo funerario dal diametro maggiore di cento passi. Venne sepolta con un ricco corredo funerario e cento servitori maschi e cento ancelle femmine furono sepolti assieme a lei. A quel tempo la scrittura cinese non era ancora stata importata in Giappone, per cui mancano testimonianze storiche scritte indigene; gli ideogrammi cinesi (kanji) vennero adottati solo nel primo periodo Yamato (大和) o Kofun, che va dal 300 al 532.

## Moderne interpretazioni
La cronaca cinese del 445 afferma testualmente che "Himiko, non essendo sposata, si occupò di magia e di stregoneria ed incantò il popolo. Per questo motivo fu messa sul trono ed ebbe mille ancelle, ma pochi ebbero il privilegio di poterla vedere. Un solo uomo s'incaricava del suo guardaroba ed agiva in suo nome come intermediario. Essa risiedeva in un palazzo circondato da torri e da uno steccato, ed era protetta da guardie armate. Le leggi ed i costumi erano rigidi ed austeri". Himiko era probabilmente una sacerdotessa del culto del Sole ed il suo regno era - quasi sicuramente - già potente al momento della sua ascesa al trono. I regni in cui era suddiviso il Giappone di allora non dovevano essere molto potenti, visto che i cinesi chiamavano il Giappone "Wa", in italiano "il piccolo popolo". Solo attorno al 690 il nome venne mutato in "Nihon" (in italiano "Paese del Sol Levante").
In veste di sacerdotessa, Himiko teneva, assai probabilmente, il popolo soggiogato, aiutata da una guardia pretoriana che la proteggeva e faceva rispettare le leggi in modo perentorio. Lo stesso regno Yamatai potrebbe identificarsi con la provincia di Yamato, sita nella parte settentrionale dell'isola di Kyūshū. Un'ipotesi alternativa colloca il regno di Himiko nelle attuali prefetture di Ōsaka, Kyōto e Nara. Un antico libro di cronache giapponesi, il Nihonshoki, compilato tra il 720 ed il 751, identifica Himiko con l'imperatrice Jingū Kogo (circa 215-270), madre dell'imperatore Ōjin (circa 235-310); tuttavia, molti studiosi sono tiepidi di fronte a questa interpretazione. Il Nihonshoki (in italiano Annali del Giappone) è altresì un'opera che fonde mito e storia: non sempre, quindi, è attendibile, al pari dell'altro testo canonico, il Kojiki (Descrizione degli antichi eventi, 712).
Il nome "Himiko", in italiano "Figlia (inteso come "sacerdotessa") del Sole" è un soprannome molto utilizzato fin dal III secolo a.C.: esso, derivando dal cinese "Himemiko", non identifica, pertanto, una persona certa, bensì la casta sacerdotale. La società matriarcale era comune nel tardo periodo Jōmon, tra il 400 a.C. ed il 320 a.C.: è probabile - quindi - che diverse siano le "Himiko" storicamente accertate. Ad esempio, una cronaca coreana, il Samguk sagi (in italiano Storia dei Tre Regni), redatta attorno al 1145, cita una principessa nipponica di nome Himiko che quasi mille anni prima, nel maggio del 172, spedì una delegazione per intrattenere rapporti commerciali con il re Adalla del regno coreano di Silla (che le fonti cinesi, solitamente ben attendibili, dicono tuttavia sorto nel 356: due secoli dopo, quindi, rispetto alla presunta ambasceria di Himiko). Nelle cronache cinesi, invece, si cita una Himiko che assunse al trono nel 188 e morì nel 248: una Himiko, quindi, che visse in un'epoca differente da quella di cui parlano le altre fonti cinesi, sempre ammesso che tutte queste cronache, essendo più tarde rispetto ai fatti storici narrati, non confondano le date reali. Incerta appare pure la spedizione militare dell'imperatore Shujin (9-97) contro Himiko o un suo successore, sempre assumendo che si stia parlando della medesima Himiko.

## Presenza in opere contemporanee
- Con il nome di Himika è la principale antagonista di Jeeg robot d'acciaio, carismatica e malvagia regina del regno perduto di Yamatai.
- Himiko è l'antagonista principale del videogioco reboot della serie Tomb Raider, e antenata dell'amica di Lara Croft, Sam. Lei è una regina potente, capace di controllare le condizioni atmosferiche, che regna insieme alla Guardia Tonante, un antico ordine di samurai. Viene anche menzionato nell'adattamento cinematografico del 2018.
- Himiko, regina di Yamatai, è uno dei personaggi principali del videogioco a sfondo storico Eiyuu Senki: The World Conquest.
- Himiko è una dei personaggi principale di Nobunaga the Fool.
- Himiko è un personaggio di Dangan Ronpa.
- Himiko è una studentessa delle superiori e membro dell'unione dei villain in "My Hero Accademia[1]" o "Boku No Hero Academia".
- Himiko è il soprannome di Emilia, la co-protagonista nel manga ed anime "BTOOOM!".
- Nel videogioco Tomb Raider, Lara Croft, nell'isola Yamatai, dovrà affrontare l'ira di Himiko, in grado di controllare le condizioni meteo.
- Nel videogioco per Android e iOS Fate/Grand Order, Himiko è evocabile come Servant di classe Ruler.
- Nel videogioco per Android e iOS Evony Il ritorno del Re, Himiko è una tra i tanti Generali ottenibili in game.
- Nel videogioco Shin Megami Tensei: Persona 4 compare sotto forma di Persona di Rise Kujikawa. La peculiarità di Himiko sta nelle abilità esclusivamente di supporto che permettono a Rise (non utilizzabile dal giocatore) di aiutare la squadra sia dentro che fuori dagli scontri. Questo cambia nel sequel Persona 4 Arena Ultimax dove acquisirà anche abilità di combattimento, rendendo la sua utilizzatrice in grado di scendere in campo e quindi, selezionabile dal giocatore.
- Himiko combatte nel manga Mano Taisen-The War of Greedy Witches contro Cleopatra
- Le figure della misteriosa sacerdotessa Himiko e del suo unico servitore uomo sono i protagonisti del manga boys love intitolato "Scarlet Secret" (titolo originale: 秘め婿 Himemuko), dell'autrice Serizawa Tomo